# Duc dels Usambara
El duc dels Usambara (Ketupa poensis vosseleri; syn: Bubo poensis vosseleri), és un tàxon d'ocell endèmic de Tanzània (muntanyes Usambara i Uluguru). Anteriorment era considerat una espècie de ple dret, però ara hi ha més consens de que es tracta d'una subespècie del duc de Guinea (Bubo poensis vosseleri).
Normalment habita en zones subtropicals o tropicals de bosc poc dens i en boscos de muntanya, i s'alimenta de petits mamífers, rosegadors i insectívors.
Es tracta d'una subespècie amenaçada per la destrucció del seu hàbitat. A més la seva àrea de distribució és reduïda (prop de 20.000 km²;). S'estima que la seva població no supera els 10.000 individus.

## Taxonomia
Anteriorment aquest tàxon era considerat una espècie monotípica pel Congrés Ornitològic Internacional, en funció de la mida i algunes diferències de plomatge de la subespècie nominal. Però en la seva llista mundial d'ocells (versió 12.2, juliol 2022) fou degradat al rang de subespècie del duc de Guinea (Ketupa poensis) al demostrar-se que les vocalitzacions no són sensiblement diferents. Aquest criteri ja era seguit pel Handook of the Birds of the World i la quarta versió de la BirdLife International Checklist of the birds of the world (Desembre 2019).
El Congrés Ornitològic Internacional, en la seva llista mundial d'ocells (versió 13.1, 2023) decidí traslladar al gènere Ketupa 9 espècies que estaven classificades dins de Bubo, entre les quals el duc de Guinea. Tanmateix, altres obres taxonòmiques, com el Handook of the Birds of the World i la quarta versió de la BirdLife International Checklist of the birds of the world (Desembre 2019), el consideren encara dins de Bubo.

## Font
- BirdLife International 2004. Bubo vosseleri. 2006 IUCN Red List of Threatened Species.  Consultat el 24 de juliol de 2007.